# Smarhón
Smarhón o Smorgón (bielorruso: Смарго́нь; ruso: Сморго́нь; lituano: Smurgainys; polaco: Smorgonie; yidis: סמאָרגאָן) es una ciudad subdistrital de Bielorrusia, capital del distrito homónimo en la provincia de Grodno.
En 2017, la localidad tenía una población de 37 386 habitantes.
Se ubica a orillas del río Neris, unos 25 km al noroeste de Maladzechna, con la cual está conectada a través de la carretera P106. La carretera P106 se cruza aquí con las carreteras P63 y P95.

## Historia
Se conoce la existencia de la localidad en documentos desde 1503, cuando era un pueblo del Gran Ducado de Lituania. Desde el siglo XVI funcionó como un miasteczko que perteneció a varias familias nobles, tuvo una fábrica de papel y un hospital y fue conocido por su fabricación de un dulce típico muy parecido al búblik. En el siglo XVII, la casa noble Radziwiłł fundó aquí un centro de adiestramiento de osos bailarines. En la partición de 1795 se integró en el Imperio ruso. El 5 de diciembre de 1812, tras el fracaso de la invasión napoleónica de Rusia, Napoleón entregó aquí el mando de las tropas orientales a Murat, huyendo el emperador a París a través del camino que lleva a Ashmiany, que hoy se conoce como el "camino de Napoleón".
En 1922 pasó a formar parte de la Segunda República Polaca hasta que en 1939 se integró en la RSS de Bielorrusia, que en 1940 la clasificó como ciudad subdistrital y capital de su propio distrito. Su mayor desarrollo urbano tuvo lugar en las décadas de 1970 y 1980, cuando los soviéticos abrieron aquí numerosas industrias, pasando la ciudad de diez mil a cuarenta mil habitantes, hasta el punto de que llegó a organizarse como ciudad subprovincial desde 1985, volviendo a formar parte de su distrito a partir de 1996.

## Deportes
- FC Smorgon